# Isocladosoma guttatum
Isocladosoma guttatum är en mångfotingart som beskrevs av Jeekel 1984. Isocladosoma guttatum ingår i släktet Isocladosoma och familjen orangeridubbelfotingar. Inga underarter finns listade i Catalogue of Life.